# Lamolior
L'atoll de Lamolior est situé dans les îles Carolines dans l'Océan Pacifique. Il est rattaché à la municipalité d'Elato et appartient aux îles extérieures de Yap. Il est inhabité.

## Géographie
L'atoll de Lamolior est situé à 12 km au sud-ouest de l'atoll de Lamotrek, à 40 km au sud-est de l'atoll d'Olimarao et à plus de 900 km des Îles Yap. Il est séparé au nord de l'atoll d'Elato par un banc de corail de 1,6 km de long immergé à 20 m de profondeur. L'atoll est long de 3 km pour une largeur maximale de 1,5 km. Sa superficie est de 3 km2. L'île la plus au nord est Toas (0,094 km2), la plus au sud, Ulor (0,071 km2). Elles sont couvertes d'une végétation touffue et reliées par un banc de sable

## Histoire
Les îles Carolines sont sous domination espagnole du XVIe siècle jusqu'à la fin du XIXe siècle, mais la plupart des communautés des îles de l'actuel État de Yap n'ont que peu de contacts avec les Européens et vivent en toute indépendance. En 1885, à la suite d'un conflit entre l'Espagne et l'Allemagne, l'arbitrage de Léon XIII en confirme la possession à l'Espagne contre des avantages commerciaux pour l'Allemagne. Celle-ci acquiert ces îles en 1899 et les intègrent à la Nouvelle-guinée allemande. Au début de la première guerre mondiale, en 1914, l'empire du Japon occupe la zone. Cette occupation est légalisée dans le cadre du mandat des îles du Pacifique créé en 1919 par la Société des Nations. Les îles Carolines passent sous le contrôle des États-Unis en 1944 et les administrent en tant que Territoire sous tutelle des îles du Pacifique dans le cadre d'un mandat de l'ONU reçu en 1947. Les États fédérés de Micronésie accèdent à l'indépendance en 1986.